# Canelazo
El canelazo es una bebida alcohólica caliente que se consume en las zonas montañosas de Colombia, Ecuador, Perú y el norte de Argentina. Los orígenes de la bebida son los Andes, donde se ha consumido desde hace mucho tiempo.

## Colombia

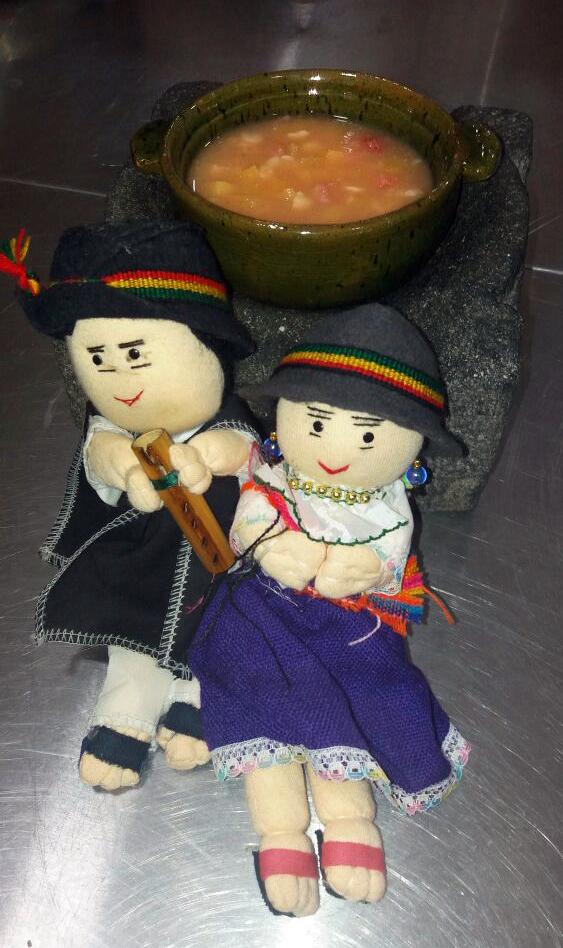
Canelazo ecuatoriano.

Por lo general, consiste en aguardiente, azúcar o panela, y agua de canela. Se hace tradicionalmente de aguardiente artesanal, pero ahora se hace de alcohol embotellado también. Existen algunas variantes de la receta. Se prepara frecuentemente con jugo (por lo general jugo de naranjilla, pero también jugo de limón). A veces se añade clavo de olor o se omite el alcohol.

## Ecuador
En Ecuador, vendedores ambulantes lo venden a menudo durante fiestas. Es especialmente popular el día de Navidad o fiestas de Quito. En 2005, una empresa comenzó a embotellar canelazo sin alcohol para exportarlo.

## Perú
Es consumido en la sierra norte del Perú, específicamente en la zona de Ayabaca en Piura. Se prepara mezclando aguardiente de caña con azúcar (o chancaca) y canela hervidas en agua; también se le puede añadir limón y chicha de jora.